# Gedeon Goedel
Gedeon (Gwidon) Goedel (ur. 27 marca 1791, zm. po 1854) – żołnierz napoleoński, burmistrz bardzo zasłużony dla dziejów Aleksandrowa Łódzkiego i Tomaszowa Mazowieckiego, urzędnik zarządu lokalnego innych miast regionu łódzkiego.

## Życiorys
Urodził się 27 marca 1791 w Głogowie na Śląsku. Był synem austriackiego lekarza wojskowego, a potem pierwszego lekarza miejskiego w Aleksandrowie - Amadeusza Goedela (1754-1828) oraz Elżbiety z Gaertnerów. Gedeon Goedel w 1808 ukończył polskie kolegium pijarskie w Łowiczu i rozpoczął pracę jako aplikant na poczcie w Łowiczu, potem w Warszawie. Rok później zaciągnął się do 14 pułku piechoty Księstwa Warszawskiego. Uczestniczył jako podoficer piechoty w kampaniach napoleońskich 1812 (wyprawie na Moskwę) i 1813 (bitwie pod Lipskiem). Powrócił w rodzinne strony jako inwalida ze zgniecioną klatką piersiową, przestrzeloną nogą i odmrożonymi rękoma. Został odtąd urzędnikiem cywilnym.

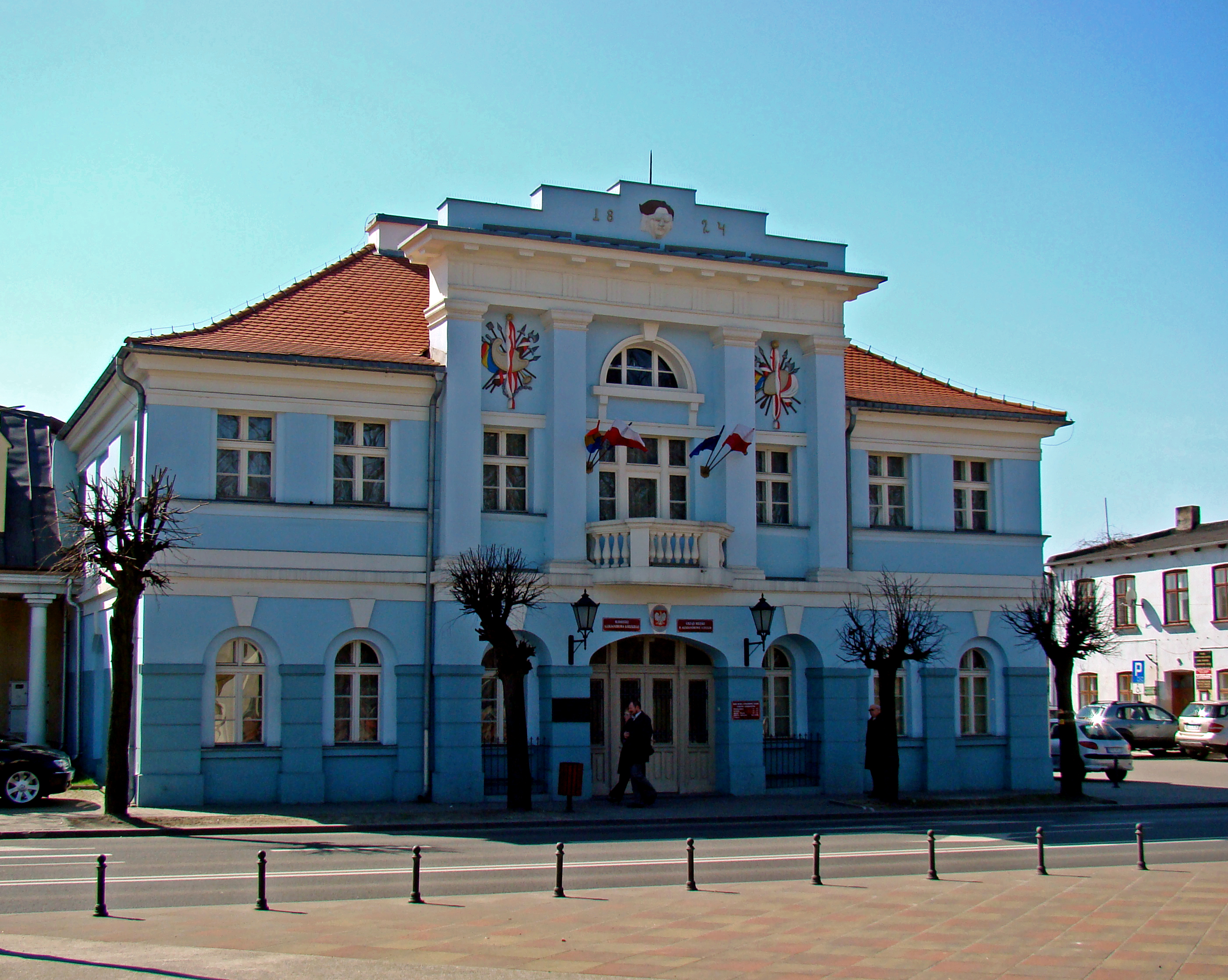
Klasycystyczny ratusz w Aleksandrowie Łódzkim wzniesiony przez burmistrza Goedela

Początkowo był sekretarzem handlu miejskiego w Głownie (1815-1817), potem urzędnikiem w Skierniewicach (1817), egzaktorem i ławnikiem miejskim w Brzezinach. W 1823 wygrał konkurs przed komisją wojewódzką i został nowym burmistrzem prywatnego miasta Aleksandrowa. W roli tej sprawdził się jako dobry zarządca, organizator i budowniczy (ratusz, jatki miejskie, szkoła). Znając język niemiecki i polski potrafił porozumieć się z wszystkimi mieszkańcami tej nowej osady tkackiej. Cieszył się poparciem dziedzica Rafała Bratoszewskiego. Wspierał kierowaną przez pastora Fryderyka Tuve gminę ewangelicką przy budowie kościoła. Zdaniem Rajmunda Rembielińskiego, tylko obrotność burmistrza Goedela uratowała Aleksandrów przed upadkiem po śmierci dziedzica Bratoszewskiego w grudniu 1824. W 1826 jako burmistrz stłumił bunt czeladników tkackich. W 1830 aktywnie wspierał powstanie listopadowe, wysyłając do Warszawy powstańczy oddział rzemieślniczy, miejskiego chirurga, szarpie - bandaże i podwody dla armii polskiej. Popadł przez to burmistrz Goedel w konflikt z częścią osadników niemieckich i władzami rosyjskimi. W 1831 został odwołany ze stanowiska burmistrza Aleksandrowa, na które nie pozwolono mu później powrócić.
W następnych latach pełnił jeszcze funkcje poczmistrza i burmistrza w Dąbiu nad Nerem, burmistrza Tomaszowie Mazowieckim i Jeżowie koło Rawy.
W latach 1840–1847 był drugim burmistrzem miasta przemysłowego Tomaszowa Mazowieckiego. Okazał się równie dobrym gospodarzem jak w Aleksandrowie. W r. 1844 doprowadził do uznania Tomaszowa za miasto rządowe. Przyczynił się do umorzenia długów miejscowych fabrykantów i uzyskał od władz carskich liczne ulgi finansowe. Jednak trudna sytuacja ekonomiczna w Polsce i Europie (l. 1846-1848) doprowadziła do odwołania Goedela ze stanowiska burmistrza. Mieszkał Goedel wraz z liczną rodziną w budynku murowanym na Rynku św. Józefa 8 (ob. Plac Kościuszki 20), należącym do Ludwika Pawlikowskiego. Potem w latach 1847-1851 pełnił tę samą funkcję w miasteczku Jeżów koło Rawy Mazowieckiej (pozostając stałym mieszkańcem Tomaszowa). W r. 1849 otrzymał „przyznanie szlachectwa”, o które starał się od lat, na podstawie stopnia oficerskiego ojca Amadeusza, lekarza sztabowego w wojsku polskim. W r. 1851 odszedł na emeryturę. 13 czerwca 1851 r. Goedel opuścił wraz z rodziną Tomaszów Mazowiecki i osiedlił się w Piotrkowie Trybunalskim w budynku pod nr hip. 1090.
Zmarł po 1854 w Piotrkowie Trybunalskim. Pozostawił żonę Gertrudę z Trzcińskich Goedel i ośmioro dzieci, w tym pięciu synów.